# Lisa Bayliss
Lisa Bayliss (Walsall, Birmingham, Engleska, 27. studenog 1966.) je bivša hokejašica na travi. Bila je članica postave Ujedinjenog Kraljevstva koja je na OI 1992. u Barceloni osvojila brončano odličje.